# Claws Mail
Claws Mail — клиент электронной почты для Linux, Mac OS X и других UNIX-подобных операционных систем, в том числе мобильной платформы Maemo. Существует порт для операционной системы Windows. Распространяется бесплатно, под лицензией GPL v.3.

## История создания
Claws Mail существует с апреля 2001 года. Изначально именовался как Sylpheed-Claws и сменил наименование на Claws Mail в ноябре 2006 года. Основной целью создания Sylpheed-Claws было тестирование новых возможностей «прародителя» другого почтового клиента — Sylpheed, чтобы не влиять на стабильность Sylpheed. Разработчики Sylpheed-Claws регулярно синхронизировали код с Sylpheed, и автор Sylpheed, Хироюки Ямамото (Hiroyuki Yamamoto), использовал новые понравившиеся ему возможности.
Изначально Sylpheed и Claws Mail базировались на GTK1. Работа над версиями GTK2 стартовала в начале 2003 года, и первая версия Sylpheed-Claws основанная на GTK2 была выпущена в марте 2005 года. С тех пор цели Sylpheed и Sylpheed-Claws стали различаться, и Sylpheed-Claws стала существовать самостоятельно, программа была переименована Claws Mail.

## Особенности Claws Mail
- Быстрый лёгкий полноценный GUI-клиент электронной почты.
- Поддерживает основные протоколы обмена почтой (POP3, SMTP, IMAP4rev1, NNTP, Usenet news, SSL).
- Полная поддержка шифрования GnuPG.
- Система плагинов, в том числе антиспам, просмотр PDF, PGP.
- Плагин Notification показывает значок уведомлений в системном трее о новых письмах[5].